# LulzSec
LulzSec er en udenlandsk hackergruppe, som blandt andet har hacket Sony Pictures og uploadet brugeroplysninger til internettet.
LulzSec blev stiftet i 2011 og har på nuværende tidspunkt (marts 2017) 11 medlemmer.
En hacker ved navn KillerCube afslørede lederen Sabus virkelige identitet i en Pastebin-tråd, med navnet Hector Xavier Monsegur. Disse oplysninger er blevet bekræftet.